# インプレッシヴ
インプレッシヴ（Impressive、1968年4月15日 - 1995年3月20日）は、アメリカ合衆国で競技馬・種牡馬として大きな実績を残したクォーターホース。競走馬としては芽がでなかったが、馬の歩様や姿勢、および体型を競うホルタークラスで大成した。遺伝病、ウマ高カリウム性周期性四肢麻痺(HYPP)の始祖として知られる。
引退後はホルターの種牡馬として非常に人気があり、種付け料は一時2万5千ドルになった。主な産駒にやはりホルターで成功したノーブルトラディッションがいる。産駒の数は2250頭に達したとされる。インプレッシヴの家系には、HYPPの症状の一つである筋肥大が起こるため、これを狙って生産が繰り返された。2007年現在、誕生後僅か40年しか経過していないにもかかわらず、子孫はクォーターホース、ペイントホース、アパルーサを中心に355000頭にまで拡大している。これは全クォーターホースの4パーセントに達する膨大な頭数である。

## インプレッシヴ症候群
1980年代初頭、優秀なホルターの中に、一過性の脱力発作、筋硬直発作を示す馬が続発した。これらの馬は全てインプレッシヴの血を受け継いでいた。つまるところ、この発作、特有の筋肥大何れもインプレッシヴを始祖とする遺伝病、高カリウム性周期性四肢麻痺(HYPP)の症状の一つであった。
現在では、症状の緩和、発症メカニズムとも研究が進められている。HYPPは11番染色体上にコードされている、SCN4Aと呼ばれる遺伝子（細胞表面にあるナトリウムイオンチャンネルをコードする）に点変異が生じたことによって引き起こされている（具体的には骨格筋Naイオンチャネルα-サブユニット1421番目のアミノ酸残基がフェニルアラニンからロイシンに置き換わっている）。この変異タンパク質をもつ神経細胞の静止膜電位は-50mVと通常（-70mV）よりも高く、少しの刺激ですぐに筋肉が収縮する。筋肉は常に緊張下に置かれ、このためこの家系特有の筋肥大が起こる。症状が重篤な場合、循環器系の障害により死亡することもある。なお、2006年以降、徐々にこの遺伝子を持つ馬の登録に制限が設けられつつある。例えばアメリカン・クォーターホース協会は、ホモ接合個体の血統登録を拒否している（ホモ接合個体はより症状が重く短命）。

## 血統
血統的には父がクォーターホース種牡馬として成功したサラブレッドラッキーバーであり、父系を遡ればハーミット（1864年）の系統（→タッチストン系）に属す。ハーミット系は一時サラブレッドとしても大きく発展したが、現在サラブレッドとしては残っていない。近い世代で大クォーターホースダッシュフォーキャッシュの父ロケットランゲラーもクォーターホースへと転化しており、クォーターホースとしては主流といえるほど発展している。一方、母グラマーバーはクォーターホースであり牝系祖先はサラブレッドには遡れないが、その父の父、父の母父、母の父父等はサラブレッドであり、サラブレッドの血を色濃く受けているといえる。ただし、近い祖先にサラブレッドとして有名な馬はおらず、父母母母Thirty Knotsの父がマンノウォーというのが目立つぐらいである。また、スリーバーのかなり強いインブリードを持っている。

### 血統表
| インプレッシヴの血統（ハーミット系／Three Bars2×3.4=43.63%） | インプレッシヴの血統（ハーミット系／Three Bars2×3.4=43.63%） | インプレッシヴの血統（ハーミット系／Three Bars2×3.4=43.63%） | （血統表の出典）          | （血統表の出典）  |
| 父 Lucky Bar 鹿毛 1954 （サラブレッド、以下TB）              | 父の父Three Bars 鹿毛 1940                                   | Percentage                                                   | Midway                    | Midway            |
| 父 Lucky Bar 鹿毛 1954 （サラブレッド、以下TB）              | 父の父Three Bars 鹿毛 1940                                   | Percentage                                                   | Gossip Avenue             |                   |
| 父 Lucky Bar 鹿毛 1954 （サラブレッド、以下TB）              | 父の父Three Bars 鹿毛 1940                                   | Myrtle Dee                                                   | Luke Mcluke               | Luke Mcluke       |
| 父 Lucky Bar 鹿毛 1954 （サラブレッド、以下TB）              | 父の父Three Bars 鹿毛 1940                                   | Myrtle Dee                                                   | Civil Maid                |                   |
| 父 Lucky Bar 鹿毛 1954 （サラブレッド、以下TB）              | 父の母Fulfilment 鹿毛 1949                                   | Karimkhan                                                    | Dastur                    | Dastur            |
| 父 Lucky Bar 鹿毛 1954 （サラブレッド、以下TB）              | 父の母Fulfilment 鹿毛 1949                                   | Karimkhan                                                    | Teresina                  |                   |
| 父 Lucky Bar 鹿毛 1954 （サラブレッド、以下TB）              | 父の母Fulfilment 鹿毛 1949                                   | Flying Bimy                                                  | Bimelech                  | Bimelech          |
| 父 Lucky Bar 鹿毛 1954 （サラブレッド、以下TB）              | 父の母Fulfilment 鹿毛 1949                                   | Flying Bimy                                                  | Thirty Knots              |                   |
| 母 Glamour Bars 柑子栗毛 1960 （クォーターホース、以下QH）   | 母の父Lightning Bar （QH） 柑子栗毛 1951                     | Three Bars （TB）                                            | Percentage                | Percentage        |
| 母 Glamour Bars 柑子栗毛 1960 （クォーターホース、以下QH）   | 母の父Lightning Bar （QH） 柑子栗毛 1951                     | Three Bars （TB）                                            | Myrtle Dee                |                   |
| 母 Glamour Bars 柑子栗毛 1960 （クォーターホース、以下QH）   | 母の父Lightning Bar （QH） 柑子栗毛 1951                     | Della P （QH）                                               | Doc Horn （TB）           | Doc Horn （TB）   |
| 母 Glamour Bars 柑子栗毛 1960 （クォーターホース、以下QH）   | 母の父Lightning Bar （QH） 柑子栗毛 1951                     | Della P （QH）                                               | Mare By Old Dj （QH）     |                   |
| 母 Glamour Bars 柑子栗毛 1960 （クォーターホース、以下QH）   | 母の母Tonkawa Bar （QH） 栗毛 1957                           | Sugar Bars （QH）                                            | Three Bars （TB）         | Three Bars （TB） |
| 母 Glamour Bars 柑子栗毛 1960 （クォーターホース、以下QH）   | 母の母Tonkawa Bar （QH） 栗毛 1957                           | Sugar Bars （QH）                                            | Frontera Sugar （QH）     |                   |
| 母 Glamour Bars 柑子栗毛 1960 （クォーターホース、以下QH）   | 母の母Tonkawa Bar （QH） 栗毛 1957                           | Bucket Baby （QH）                                           | Leo （QH）                | Leo （QH）        |
| 母 Glamour Bars 柑子栗毛 1960 （クォーターホース、以下QH）   | 母の母Tonkawa Bar （QH） 栗毛 1957                           | Bucket Baby （QH）                                           | Black Dahlia Bucket（QH） |                   |